# Nậm Mức
Nậm Mức là một phụ lưu bờ phải sông Đà, chảy ở tỉnh Điện Biên, Việt Nam .

## Dòng chảy
Sông bắt nguồn từ biên giới Việt - Lào ở ranh giới giữa hai xã Mường Mươn và Mường Pồn. Đó là điểm hợp lưu của hai sông nhỏ (hoặc suối) Nậm Chim chảy từ phía bắc, và Nậm Ty chảy từ phía nam.21°35′24″B 102°59′38″Đ / 21,59°B 102,99389°Đ
Ban đầu sông chảy hướng đông bắc, sau là hướng bắc và là ranh giới giữa huyện Tủa Chùa và Mường Lay. Đến bản Nậm Mức xã Xá Tổng thì đổ vào sông Đà.

## Thủy điện
- Thủy điện Trung Thu công suất 29,6 MW, xây dựng trên dòng Nậm Mức tại xã Trung Thu huyện Tủa Chùa và Pa Ham, huyện Mường Chà, tỉnh Điện Biên, thời gian xây dựng 2014 - 2016 [5] 21°56′33″B 103°15′19″Đ / 21,9425°B 103,25528°Đ
- Thủy điện Nậm Mức công suất 44 MW, xây dựng trên dòng Nậm Mức tại hai xã Mường Mùn huyện Tuần Giáo và Pa Ham huyện Mường Chà, tỉnh Điện Biên, khởi công tháng 12/2009, tái khởi động 2013 [6][7]. 21°47′56″B 103°17′40″Đ / 21,798957°B 103,294392°Đ
- Thủy điện Long Tạo công suất 42 MW với 2 tổ máy, khởi công tháng 3/2017, dự kiến hoàn thành quý III năm 2019, tại vùng đất các xã Pú Xi, huyện Tuần Giáo và Mường Mươn, Na Sang, Huổi Mí, huyện Mường Chà, tỉnh Điện Biên [8][9] 21°42′51″B 103°12′58″Đ / 21,714051°B 103,216151°Đ

## Chỉ dẫn
1. ↑  Trong tiếng Thái-Tày "Nậm" có nghĩa là nước, sông, suối.